# 马尼拉时报
马尼拉时报（英語：The Manila Times），是菲律宾在国内发行量最大的报刊，它基本代表着菲律宾政府官方的立场和主张。于1898年创刊，报社的总部设在首都马尼拉。报刊内容主要包括政治新闻、商务新闻、体育新闻、地区新闻、国际新闻等内容。